# Anastassia Eristavi-Khochtaria
Anastassia Eristavi-Khochtaria ou Anastasia Erist'avi-Xoštaria (en géorgien : ანასტასია ერისთავი-ხოშტარია), née le 3 février 1868 et morte le 1er mai 1951 est une romancière géorgienne.

## Biographie
Anastassia Eristavi-Khochtaria est née dans une famille aristocratique à Gori, en Géorgie, qui faisait alors partie de l'Empire russe. Elle a commencé comme enseignante dans sa ville natale, où elle a fondé une école gratuite pour les enfants des paysans, puis une organisation de femmes, Mandilosani. Elle a fait ses débuts en 1885 lorsqu'elle a publié sa traduction d'une légende ossétique, ბესო (Beso). Dans les années 1890, elle est encouragée par l'écrivain populaire géorgien Akaki Tsereteli à s'installer à Tbilissi pour poursuivre son travail sur des écrits originaux. Ses premiers romans, მოლიპულ გზაზე (Sur le chemin glissant, 1897) et ბედის ტრიალი (La roue du destin, 1901), ont connu le succès. Étant la première écrivaine géorgienne à situer son œuvre dans une perspective féminine et à la diriger vers des adultes instruits, les romans et récits d'Eristavi-Khochtaria suivent un même schéma : ils retracent la carrière d'une noble géorgienne, jetée dans la tourmente de l'effondrement des anciens ordres économiques et moraux au milieu du XIXe siècle, défendant ses idéaux de travail libre et d'amour véridique contre un arrière-plan corrompu et des héros aux pieds d'argile. 
Après l'invasion soviétique de la Géorgie de 1921, elle s'est retirée des activités littéraires et publiques et a peu écrit, à l'exception d'introductions « politiquement correctes » aux réimpressions de ses propres œuvres.
Anastassia Eristavi-Khochtaria a épousé en 1897 Dutu Megreli (Dimitri Khochtaria) (1867-1938), un auteur de poèmes patriotiques populaires et de contes pour enfants.
Elle est inhumée au Panthéon de Didube à Tbilissi.

## Œuvres
- მოლიპულ გზაზე (Molipul gsase : Sur un chemin glissant), 1897.
- ბედის ტრიალი (Bedis Triali : La roue du destin), 1901.